# Кастелсарачено
Кастелсарачѐ̀но (на италиански: Castelsaraceno, на местен диалект Castìeddë, Кастиедъ) е село и община в Южна Италия, провинция Потенца, регион Базиликата. Разположено е на 916 m надморска височина. Населението на общината е 1468 души (към 2012 г.).